# منومنی (ویسکانسین)
منومنی، ویسکانسین  (به انگلیسی: Menomonie) شهری در شهرستان دان ایالت ویسکانسین است که در سال ۱۸۸۲ بنیان‌گذاری شده‌است. این شهر طبق سرشماری سال ۲۰۱۰ میلادی ۱۶٬۲۶۴ نفر جمعیت داشته‌است.